# Alexander-der-Große-Marathon
Der Alexander-der-Große-Marathon (griechisch Διεθνής Μαραθώνιος „Μέγας Αλέξανδρος“; engl. Bezeichnung International Marathon „Alexander The Great“) ist ein Marathon, der seit 2006 zwischen Pella, dem Geburtsort von Alexander dem Großen, und Thessaloniki stattfindet. Er verbindet also die Hauptstadt des antiken Makedonien mit derjenigen der heutigen griechischen Region Makedonien. Organisiert wird das Rennen von MEAS Triton Thessaloniki. Zum Programm der Veranstaltung gehören auch ein 5- und ein 10-km-Lauf.

## Strecke
Der Start ist auf dem Hauptplatz von Pella vor der Alexander-Statue. Nach einem Kilometer wird die Nationalstraße 2 erreicht, der man über Chalkidona und Agios Athanasios, wo die Hälfte der Strecke bewältigt ist, nach Eleftherio-Kordelio folgt. Auf der Odos Monastiriou wird Menemeni durchquert und das Stadtzentrum von Thessaloniki angesteuert. Bei km 38 wird der Bahnhof passiert, und einen Kilometer später biegt man an der Platia Dimokratias in die Odos Dodekanisou ein, über die man in den Bereich des Hafens gelangt. Auf der Uferstraße Leoforos Nikis kommt man an der Platia Aristotelous und dem Weißen Turm vorbei, bevor man zum Ziel am Alexander-Denkmal gelangt. Das Nettogefälle zwischen Start und Ziel beträgt knapp 40 Höhenmeter.
Der 5- und der 10-km-Lauf folgt im Wesentlichen dem letzten Stück der Marathonstrecke.

## Statistik

### Streckenrekorde
- Männer: 2:11:37 h, Moses Kimeli Arusei (KEN), 2006
- Frauen: 2:28:22 h, Souad Aït Salem (ALG), 2006

### Siegerliste
| Datum         | Männer                | Zeit    | Frauen                           | Zeit    |
| ------------- | --------------------- | ------- | -------------------------------- | ------- |
| 6. Apr. 2014  | Victor Kiprono        | 2:21:14 | Magdaliní Gazéa -2-              | 2:47:04 |
| 21. Apr. 2013 | Teklu Geto -2-        | 2:19:29 | Magdaliní Gazéa                  | 2:41:26 |
| 1. Apr. 2012  | Teklu Geto            | 2:18:44 | Alina Nituleasa                  | 2:56:33 |
| 10. Apr. 2011 | Peter Kipyator Biwott | 2:13:12 | Sisay Measo                      | 2:40:41 |
| 18. Apr. 2010 | Mehari Gebre          | 2:15:11 | Switlana Stanko                  | 2:41:18 |
| 12. Apr. 2009 | Dejeni Gussie         | 2:12:28 | Fate Tola                        | 2:36:54 |
| 20. Apr. 2008 | Ben Chebet Kipruto    | 2:13:08 | Elizabeth Cheruiyot Chemweno -2- | 2:35:04 |
| 1. Apr. 2007  | David Kimutai Kosgei  | 2:13:49 | Elizabeth Cheruiyot Chemweno     | 2:36:04 |
| 16. Apr. 2006 | Moses Kimeli Arusei   | 2:11:37 | Souad Aït Salem                  | 2:28:22 |

### Entwicklung der Finisherzahlen
| Jahr | Marathon | davon Frauen | 10 km | davon Frauen | 5 km | davon Frauen |
| ---- | -------- | ------------ | ----- | ------------ | ---- | ------------ |
| 2014 | 1222     | 112          | 2477  | 579          | 6215 | 3466         |
| 2013 | 1109     | 102          | 1947  | 394          | 3249 | 1646         |
| 2012 | 750      | 58           | 1074  | 208          | 1298 | 600          |
| 2011 | 521      | 35           | 0600  | 100          | 0351 | 141          |
| 2010 | 299      | 20           | 0319  | 042          | 0173 | 047          |
| 2009 | 266      | 27           | 0225  | 025          | 0122 | 047          |
| 2008 | 334      | 23           | –     | –            | –    | –            |
| 2007 | 340      | 28           | 0277  | 060          | –    | –            |
| 2006 | 295      | 29           | –     | –            | –    | –            |